# Élections municipales suédoises de 2006
Les élections municipales suédoises de 2006 se tiennent le 17 septembre 2006, en même temps que les élections législatives et les élections régionales.

## Système électoral
La Suède est divisée en  290 communes dont les assemblées municipales sont composés de 31 à 101 sièges en fonction de leurs populations. Les conseillers municipaux sont renouvelés tous les quatre ans au scrutin proportionnel plurinominal selon la méthode de Sainte-Laguë. Les scrutins sont organisés le même jour que les législatives et les régionales. Les assemblées élisent par la suite leurs exécutifs.

## Résultats

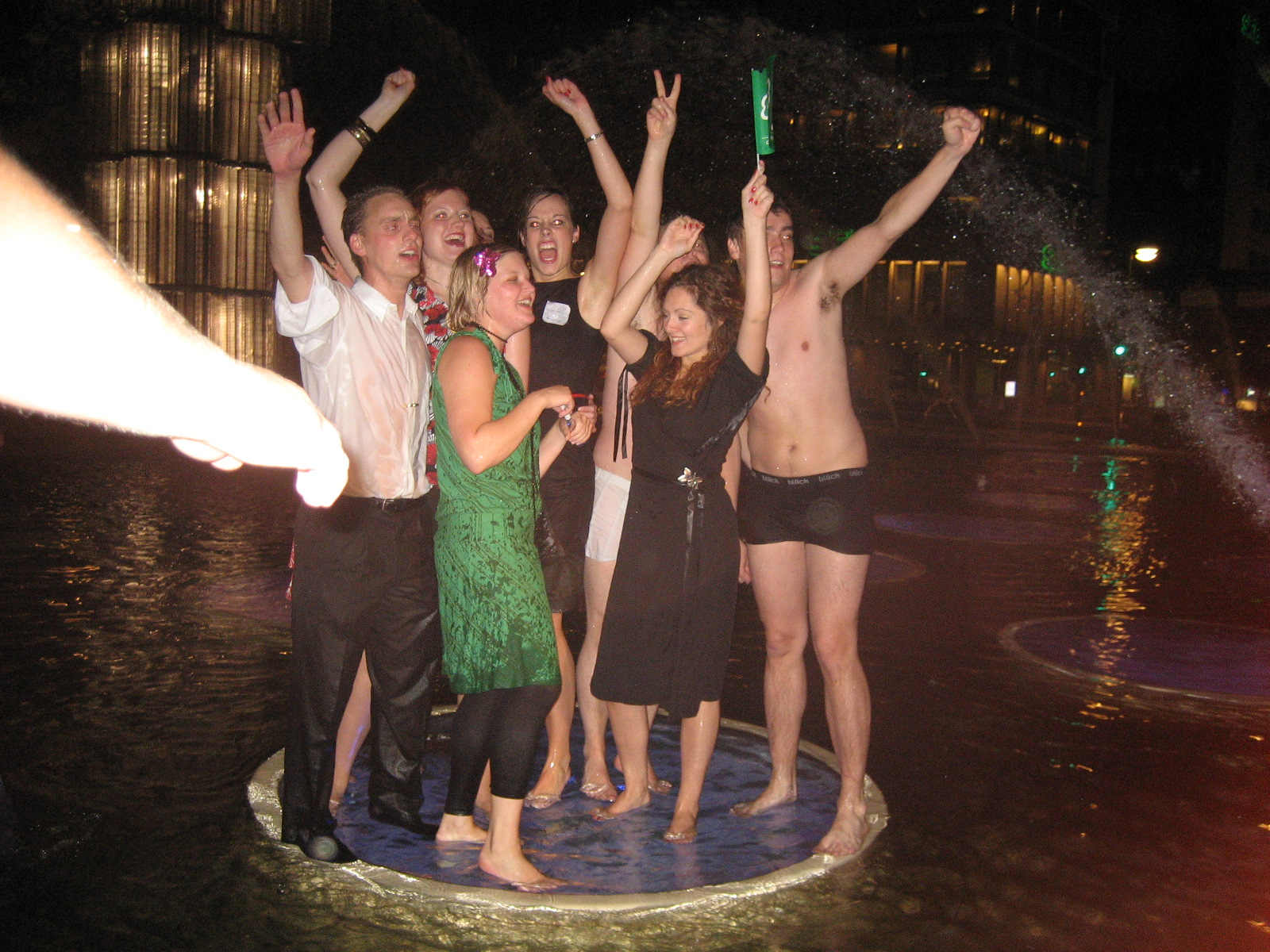
Des supporters de l'Alliance pour la Suède fêtent leur victoire à Sergels torg, à Stockholm.

Les élections municipales sont un succès pour l’Alliance pour la Suède. En rassemblant 46,11 % des suffrages exprimés, elle domine désormais plus de la moitié des conseils municipaux du pays et emporte 21 municipalités supplémentaires par rapport au scrutin de 2002. La défaite de la gauche, peu visible en nombre de voix (45,68 % des suffrages exprimés en faveur des candidats du Parti social-démocrate, du Parti de la gauche et des Verts), l’est bel et bien en nombre de villes perdues : 47 municipalités ont ainsi échappé au Parti Social-démocrate. Notons enfin que 68 des 290 communes n’ont pas de majorité claire dans leur conseil municipal.
Les listes de l’Alliance ont remporté un vif succès dans la capitale de Stockholm : avec 53,94 % des suffrages exprimés en leur faveur (37,25 % pour les Modérés, 9,64 % pour les libéraux, 3,91 % pour les chrétiens-démocrate et 3,14 % pour les centristes). Les quatre partis de droite ont permis à la modérée Kristina Axen Olin de supplanter la social-démocrate Annika Billström au poste de maire de la ville. À Göteborg, deuxième ville du pays, la gauche, menée par le maire social-démocrate Göran Johanson, important détracteur de Göran Persson, l’emporte avec une courte avance (36,04 % pour le SAP, soit une progression de plus de 4 points par rapport à 2002). Le Parti social-démocrate conserve également la ville de Malmö malgré un recul important.
Les municipalités peuvent avoir des comportements électoraux parfois bien à elles. Ainsi, les résultats de la très à gauche Fagersta (58,3 % pour le Parti de la gauche) sont aux antipodes de ceux de la très conservatrice Vellinge (67,4 % pour les modérés)...
Bien sûr, quelques spécificités locales existent notamment grâce à des listes propres à telle ou telle commune qu’on ne retrouve nulle part ailleurs et qui récoltent d’excellents scores. Les résultats par partis sont extrêmement divers et il est donc difficile d’établir un bilan général de la situation. Peu de conseils municipaux se ressemblent et aucune force politique ne semble l’emporter sur toutes les autres, bien que les sociaux-démocrate tendent souvent à être les seuls à l’abri de scores catastrophiques. Les Démocrates de Suède remportèrent un vif succès dans les communes du sud du pays, réalisant des scores tournant autour de 10 %, contre un peu moins de 3 % sur l’ensemble des municipalités.
Outre le clivage gauche/droite, d’autres phénomènes insolites peuvent être observés, par exemple, dans la commune de Kalix, où un exceptionnel transfert de voix s’est opéré des verts vers les sociaux-démocrate : les premiers passent de 43,68 % (en 2002) à 10,59 % tandis que les seconds passent de 34,70 à 57,89 %... La participation électorale est globalement élevée (75 % grand minimum), avec des pics à près de 86 %.

## Cartes des résultats

Carte des résultats du Parti social-démocrate.
Carte des résultats des Modérés.
Carte des résultats du Parti du centre.
Carte des résultats des Libéraux.
Carte des résultats du Parti chrétien-démocrate.
Carte des résultats du Parti de la gauche.
Carte des résultats des verts.
Cartes des résultats des Démocrates suédois.
Carte des résultats des autres partis (dont les SD).